# Fortnite
Fortnite is een online computerspel ontwikkeld door Epic Games dat is uitgebracht in 2017. Het is beschikbaar in drie verschillende gamemodes die dezelfde algemene gameplay en engine delen: Fortnite: Save the World, een coöperatieve shooter-survivalgame voor maximaal vier spelers om zombie-achtige wezens te bestrijden en objecten te verdedigen met versterkingen die ze kunnen bouwen; Fortnite Battle Royale, een gratis Battle Royale-game waarin maximaal 100 spelers vechten om de laatste persoon te zijn die overeind blijft; en Fortnite Creative, waar spelers volledige vrijheid krijgen om werelden en strijdarena's te creëren. Save the World en Battle Royale zijn in 2017 uitgebracht als early access-titels, terwijl Creative is uitgebracht op 6 december 2018. Save the World is beschikbaar voor Windows, macOS, PlayStation 4, Playstation 5 en Xbox One, en Battle Royale en Creative zijn uitgebracht voor al die platformen, en voor Nintendo Switch, iOS en Android.

## Gameplay

### Save the World
In dit speltype (Player vs. environment) dient men monsters dood te schieten. Het spel speelt zich af in de hedendaagse wereld, waar het plotselinge verschijnen van een wereldwijde storm ertoe leidt dat 98% van de wereldbevolking verdwijnt, en zombie-achtige wezens opstaan om de rest aan te vallen. Door Epic Games wordt dit beschouwd als een kruising tussen Minecraft en Left 4 Dead. Het kan als solist worden gespeeld, maar ook in een team tot vier spelers. Alleen of in een team werkt de speler aan verschillende missies op willekeurig gegenereerde werelden om middelen te verzamelen, forten op te bouwen rond defensieve doelen die bedoeld zijn om de storm te helpen bestrijden, overlevenden te beschermen en om wapens en valstrikken te maken om te vechten met golven van deze wezens die pogen om de doelstellingen te vernietigen. Spelers krijgen beloningen via deze missies om hun heldenkarakters, ondersteuningsteams en arsenaal aan wapen- en vangschema's te verbeteren om moeilijkere missies aan te kunnen nemen. Het spel wordt ondersteund door microtransacties om in-game valuta aan te schaffen die kan worden gebruikt voor deze upgrades.

### Battle Royale
Dit speltype (player vs. player) is volgens het principe van wie als laatst overblijft (Last man standing). Het spel wordt in de derde persoon gespeeld. De spelers worden op een eiland gedropt, met maximaal 100 spelers. Dit kan in de spelmodi solo, duo, trio en squad en soms een LTM (Limited Time Mode) waarbij de speler bij solo alleen staat, bij duo samenwerkt met een andere speler, met trio met zijn drieën en bij squad met een team van maximum vier. Na de landing dient de speler wapens te zoeken ter verdediging en om medespelers uit te schakelen. Het speelveld op het eiland wordt steeds kleiner door een storm die steeds groter wordt. Hierdoor zullen de spelers elkaar op een gegeven moment tegenkomen. De speler die als laatste weet te overleven is de winnaar. De speler kan zijn/haar eigen verdediging bouwen, zoals muren, vloeren en in eerdere seizoenen, valstrikken. Dit kan echter niet in de Zero-Build modus, waarin de speler niet kan bouwen. Als de speler echter de normale modus speelt, heeft deze hiervoor bouwmaterialen nodig die te verkrijgen zijn uit het kapot maken van bouwwerken en objecten in het spel. Er zijn drie soorten bouwmaterialen: hout, steen en metaal. Als een speler geraakt is kan een medical-kit (MedKit) worden ingenomen, deze geeft aanvulling naar de 100 levens binnen 10 seconden in eerdere seizoenen, maar heeft tegenwoordig een ander systeem waardoor er niet per se tien seconden gewacht hoeft te worden. 
Fortnite is uitgegroeid tot een van de populairste spellen ter wereld. In november 2018 waren er meer dan 200 miljoen spelers. Het spel wordt ook door veel spelers gespeeld op streamingdienst, genaamd Twitch. Door deze grote populariteit werd in maart 2018 voor alle platformen een omzet behaald van 223 miljoen dollar, een toename van 73 procent ten opzichte van de maand daarvoor. Fortnite is daarmee populairder geworden dan de spellen PlayerUnknown's Battlegrounds en Counter-Strike: Global Offensive.
Epic Games berichtte in november 2018 dat er een piekmoment was van 200 miljoen gelijktijdige spelers en 8,3 miljoen dagelijkse spelers.

## Seizoenen
Een seizoen duurt ongeveer tien weken. Gedurende die tien weken kan een speler beloningen verkrijgen via de Battle Pass die elk seizoen vervangen wordt. Ieder seizoen wordt de map aangepast naar het thema van dat seizoen. Door middel van Battle Pass challenges kunnen er nieuwe tiers vrijgespeeld worden, waar weer nieuwe items bij zitten. Er zijn 100 tiers, en in seizoen 2 70. De Battle Pass kost 950 V-Bucks, en men kan ook de Battle Bundle kopen, deze kost 2800 V-Bucks en er zitten 25 extra tiers bij. In seizoen 7 kon er door middel van Overtime Challenges een gratis battle pass voor seizoen 8 verdient worden als er 13 van de 20 challenges voltooid werden.
Hieronder de datum van start en einde van elk seizoen:
| Seizoen   | Seizoenstitel        | Start             | Einde             |
| Chapter 1 | Chapter 1            | Chapter 1         | Chapter 1         |
| --------- | -------------------- | ----------------- | ----------------- |
| 1         |                      | 25 oktober 2017   | 13 december 2017  |
| 2         | Fort Knights         | 14 december 2017  | 21 februari 2018  |
| 3         | Meteor Strike        | 22 februari 2018  | 30 april 2018     |
| 4         | Brace for Impact     | 1 mei 2018        | 12 juli 2018      |
| 5         | Worlds Collide       | 12 juli 2018      | 27 september 2018 |
| 6         | Darkness Rises       | 27 september 2018 | 6 december 2018   |
| 7         | You Better Watch Out | 6 december 2018   | 28 februari 2019  |
| 8         | X Marks the Spot     | 28 februari 2019  | 9 mei 2019        |
| 9         | The Future is Yours  | 9 mei 2019        | 1 augustus 2019   |
| X         | Out of Time          | 1 augustus 2019   | 13 oktober 2019   |
| Chapter 2 |                      |                   |                   |
| 1         | A New World          | 15 oktober 2019   | 19 februari 2020  |
| 2         | Top Secret           | 20 februari 2020  | 10 juni 2020      |
| 3         | Splash Down          | 11 juni 2020      | 17 augustus 2020  |
| 4         | Nexus War            | 18 augustus 2020  | 1 december 2020   |
| 5         | The Zero Point       | 2 december 2020   | 15 maart 2021     |
| 6         | Primal               | 16 maart 2021     | 19 juni 2021      |
| 7         | Invasion             | 8 juni 2021       | 12 september 2021 |
| 8         | Cubed                | 13 september 2021 | 5 december 2021   |
| Chapter 3 |                      |                   |                   |
| 1         | Flipped              | 5 december 2021   | 19 maart 2022     |
| 2         | Resistance           | 19 maart 2022     | 3 juni 2022       |
| 3         | Vibin'               | 5 juni 2022       | 17 september 2022 |
| 4         | Paradise             | 18 september 2022 | 2 december 2022   |
| Chapter 4 |                      |                   |                   |
| 1         | A New Beginning      | 4 december 2022   | 9 maart 2023      |
| 2         | Mega                 | 10 maart 2023     | 8 juni 2023       |
| 3         | Wilds                | 9 juni 2023       | 25 augustus 2023  |
| 4         | Last Resort          | 25 augustus 2023  | 2 november 2023   |
| 5         | Fortnite OG          | 3 november 2023   | 2 december 2023   |
| Chapter 5 |                      |                   |                   |
| 1         | Underground          | 3 december 2023   | 8 maart 2024      |
| 2         | Myths & Mortals      | 9 maart 2024      | 24 mei 2024       |
| 3         | Apocalypse           | 24 mei 2024       | 16 augustus 2024  |
| 4         | Absolute Doom        | 16 augustus 2024  | 2 november 2024   |
| 5         | Chapter 2 Remix      | 2 november 2024   | 1 december 2024   |
| Chapter 6 |                      |                   |                   |
| 1         | Hunters              | 1 december 2024   | 21 februari 2025  |
| 2         | Lawless              | 21 februari 2025  | 2 mei 2025        |
| MS1       | Galactic Battle      | 2 mei 2025        | 7 juni 2025       |
| 3         | Super                | 8 juni 2025       | 8 augustus 2025   |

## Events
Bijna elk seizoen komt er in Fortnite een live-event. Er kan een concert plaatsvinden maar ook iets dat met de verhaallijn te maken heeft.
| Eventnaam                | Seizoen   | Datum                                           |
| Chapter 1                | Chapter 1 | Chapter 1                                       |
| ------------------------ | --------- | ----------------------------------------------- |
| Meteor Rain Event        | 3         | Meerdere datums                                 |
| Rocket Launch Event      | 4         | 30 juni 2018                                    |
| Cube Spawn Event         | 5         | 24 augustus 2018                                |
| Cube Loot Lake Event     | 5         | 19 september 2018                               |
| Butterfly Event          | 6         | 4 november 2018                                 |
| New Year Event           | 7         | 31 december 2018                                |
| Ice Storm Event          | 7         | 19 januari 2019                                 |
| Marshmello Event         | 7         | 2 februari 2019                                 |
| Unvaulting Event         | 8         | 4 mei 2019                                      |
| The Final Showdown       | 9         | 20 juli 2019                                    |
| The End Event            | X         | 13 oktober 2019                                 |
| Chapter 2                |           |                                                 |
| Star Wars Event          | 1         | 14 december 2019                                |
| New Year Event           | 1         | 31 december 2019                                |
| Travis Scott Event       | 2         | 23 april 2020 24 april 2020 25 april 2020       |
| The Device Event         | 2         | 6 juni 2020                                     |
| Galactus Event           | 4         | 1 december 2020                                 |
| New Year Event           | 5         | 31 december 2020                                |
| Zero Crisis Event        | 6         | 16 maart 2021                                   |
| Rift Tour Event          | 7         | 6 augustus 2021 7 augustus 2021 8 augustus 2021 |
| Operation Sky Fire Event | 7         | 12 september 2021                               |
| The End Event            | 8         | 4 december 2021                                 |
| Chapter 3                |           |                                                 |
| Collision Event          | 2         | 4 juni 2022                                     |
| Fracture Event           | 4         | 3 december 2022                                 |
| Chapter 4                |           |                                                 |
| The Big Bang Event       | OG        | 2 december 2023                                 |
| Chapter 5                |           |                                                 |
| New Year Event           | 1         | 31 december 2023                                |
| Pandora's Box            | 1         | 27 februari 2024 3 maart 2024                   |
| Absolute Doom            | 4         | 5 oktober 2024                                  |
| Remix: The Prelude       | 4         | 1 november 2024                                 |
| Remix: The Finale        | Remix     | 30 november 2024                                |
| Chapter 6                |           |                                                 |
| Defrosting               | 1         | 20 december 2024                                |
| New Year Event           | 1         | 31 december 2024                                |
| The Confrontation Event  | 1         | 15 februari 2025                                |
| Death Star Sabotage      | MS1       | 7 juni 2025                                     |

## Systeemvereisten
| Minimum systeemvereisten |                                        |
| Besturingssysteem        | Windows 7/8/10 64-bit of macOS Sierra  |
| Processor                | Intel Core i3 2,4 GHz of vergelijkbaar |
| Werkgeheugen             | 4 GB                                   |
| Videokaart               | Intel HD 4000 of vergelijkbaar         |

| Aanbevolen systeemvereisten |                                             |
| Besturingssysteem           | Windows 7/8/10 64-bit of macOS Sierra       |
| Processor                   | Intel Core i5 2,8 GHz                       |
| Werkgeheugen                | 8 GB                                        |
| Videokaart (videogeheugen)  | nVidia GTX 660 of AMD Radeon HD 7870 (4 GB) |

## V-Bucks
V-Bucks is een virtuele munteenheid in het spel die gelijk staat aan 1 cent. Het staat voor Vindertech Bucks en kan gebruikt worden om virtuele goederen in het spel te kopen. V-Bucks kunnen alleen gebruikt worden in de dagelijkse item shop (online winkel). De speler kan ook 1500 V-Bucks per seizoen krijgen met de Battle Pass.

## Overshield
In het begin van season 2 chapter 3 kon je niet bouwen. Om het voor de aangevallen spelers makkelijker te maken heeft Epic Games overshield toegevoegd; je kreeg extra hp die zichzelf automatisch aanvulde.